# Сердану (Дамбовица)
Сердану (рум. Serdanu) насеље је у Румунији у округу Дамбовица у општини Лунгулецу. Oпштина се налази на надморској висини од 144 m.

## Становништво
Према подацима из 2002. године у насељу је живело 1434 становника, од којих су сви румунске националности.